# Aeroporto Internacional de Atenas S.A.
Aeroporto Internacional de Atenas S.A. ou AIA é a autoridade aeroportuária que possui e gerencia o Aeroporto Internacional de Atenas.

## História

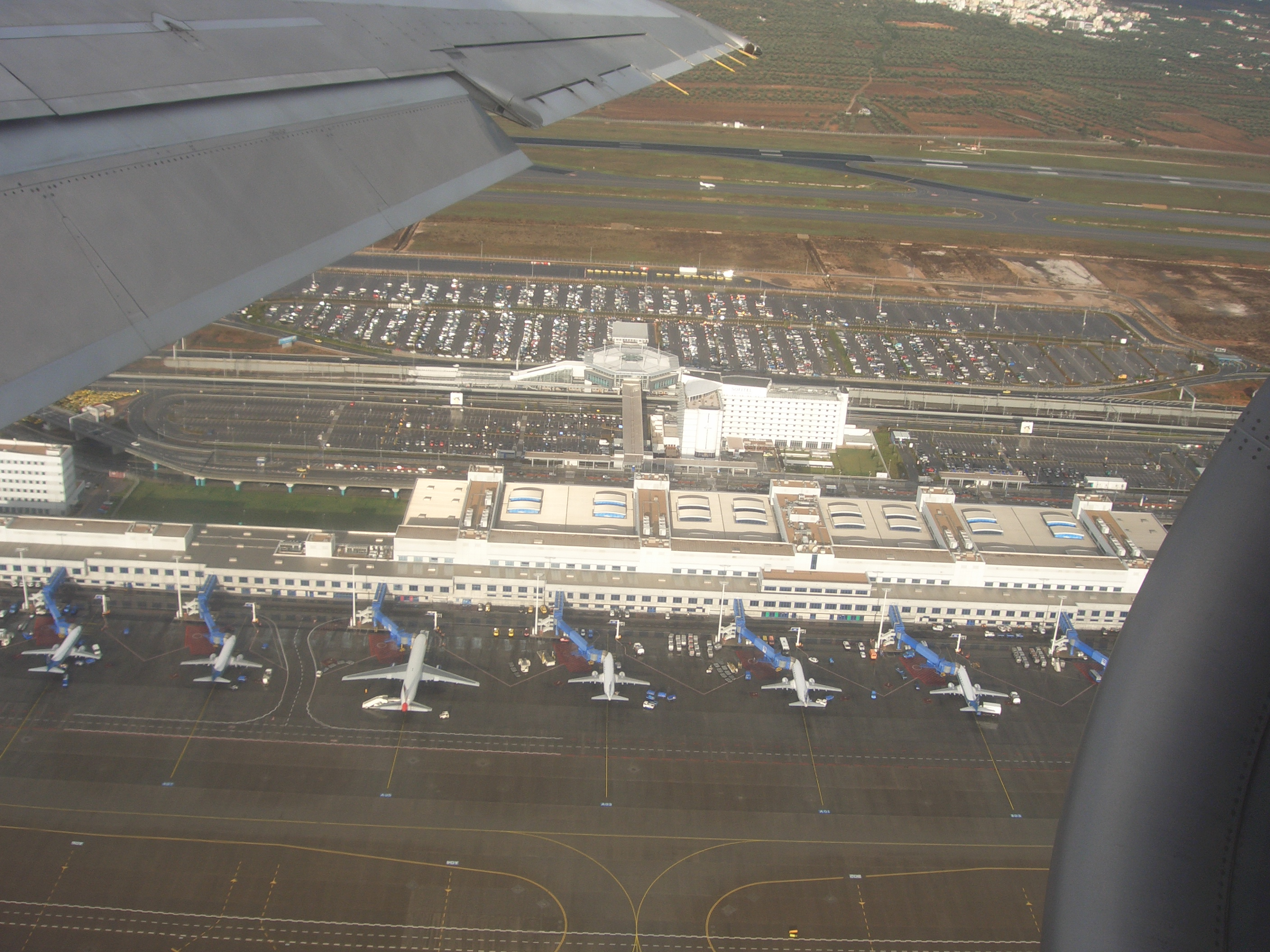
Vista aérea do Aeroporto Internacional de Atenas, construído em preparação para os Jogos Olímpicos de Verão de 2004.

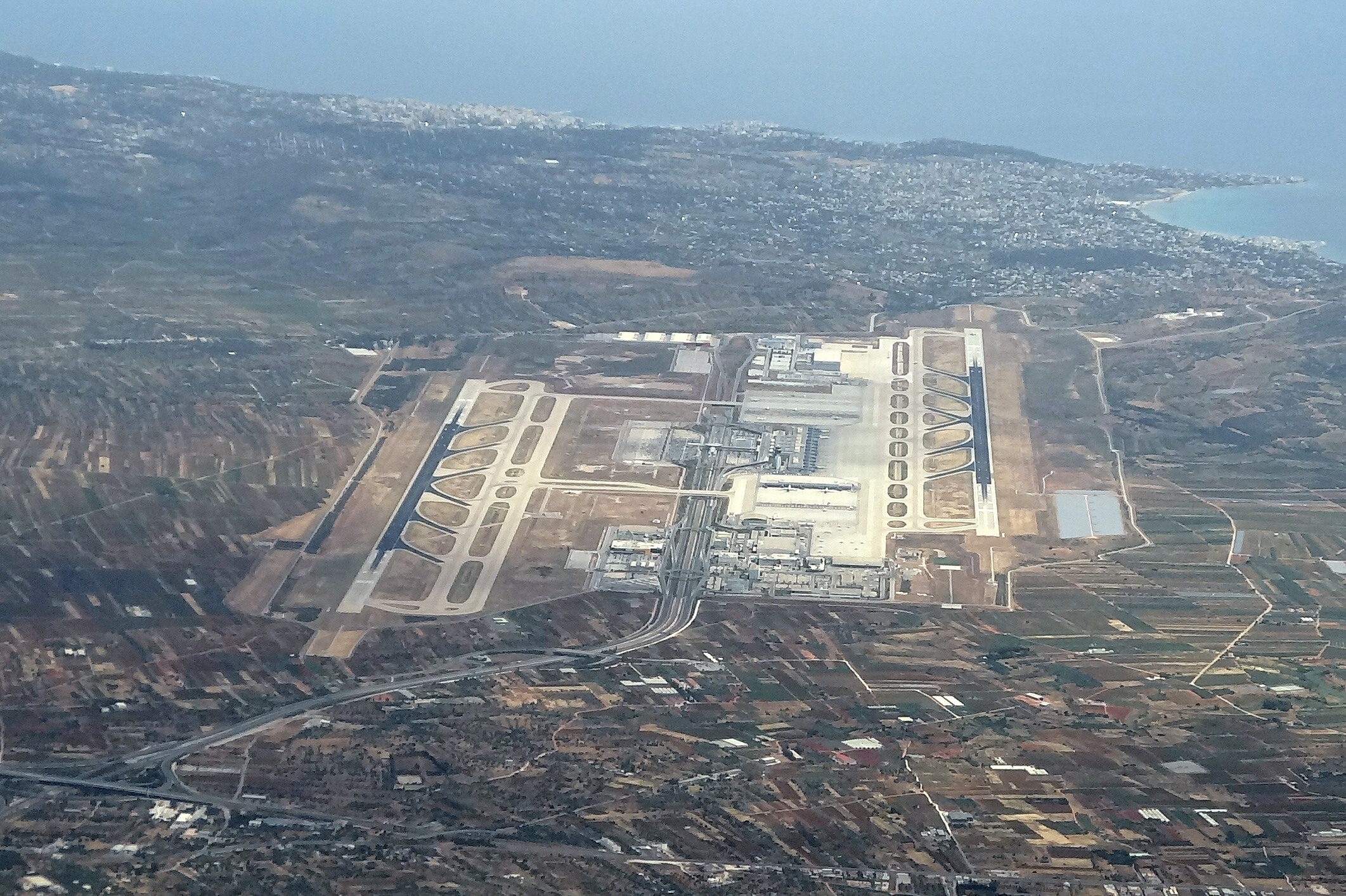
Localizado entre as cidades de Koropi, Loutsa, Markopoulo e Spata, o aeroporto foi criado para substituir o Aeroporto Internacional de Ellinikon.

A AIA foi criada em 1996 com o governo grego como uma parte maioritária (55%) e a Hochtief com 45% do capital. AIA recebeu um fundo de 250 milhões da UE para construir o novo aeroporto de Atenas. Operações do Aeroporto Internacional de Atenas foram iniciadas em 29 de março de 2001. Em 2004, foi declarado o aeroporto europeu do ano. O aeroporto foi construído em preparação para os Jogos Olímpicos de Verão de 2004. A AIA detém uma concessão de 30 anos no aeroporto de Atenas, concessão que expirará em 2026.
Em outubro de 2012, a AIA lançou a maior instalação fotovoltaica unificada em qualquer aeroporto do mundo, um projeto de 8 MWp e 160.000 metros quadrados, que custa 20 milhões de euros e prevê fornecer 20% (11 milhões de kWh) do consumo anual de energia do aeroporto.
Em março de 2013, a AIA reduziu suas taxas aeroportuárias em um movimento para aumentar o tráfego. A Ryanair atacou publicamente o operador do aeroporto e as suas elevadas tarifas, alegando que estes deveriam ser responsabilizados pela queda do tráfego aéreo nos últimos anos.
Em maio de 2013, a Hochtief vendeu 40% da AIA para a Junta de Investimentos de Pensões do Setor Público do Canadá (PSP Investments) por 1,1 bilhão de euros.
Em fevereiro de 2014, um consórcio chinês formado pela FPAM e a companhia do aeroporto de Shenzhen manifestou sua intenção de comprar as ações de 55% detidas pelo governo grego.
Em setembro de 2014, um tribunal grego considerou que a Hochtief não pagou o IVA na Grécia durante mais de 20 anos, responsabilizando a empresa alemã pelo reembolso de 500 milhões de euros ao governo grego, apesar de um tribunal britânico ter decidido a favor de Hochtief em março de 2013.